# Clifford Mulenga
Clifford Mulenga (* 5. August 1987 in Kabompo) ist ein sambischer Fußballspieler. Er wird auf dem linken Flügel eingesetzt.

## Karriere

### Im Verein
Mulenga spielte in seiner Jugend bei den Chimparamba Great Eagles. 2004 wechselte er zu Pretoria University FC in die National First Division, die zweithöchste Spielklasse Südafrikas. Zur nächsten Saison wurde er an den schwedischen Erstligisten Örgryte IS ausgeliehen, wo er sich aber nicht durchsetzen konnte. Der anschließende Versuch, sich durch ein Probetraining beim französischen Erstligisten SM Caen für einen Vertrag zu empfehlen, misslang, so dass Mulenga nach Südafrika zurückkehrte. 2008 erfolgte dann der Wechsel zu den Bidvest Wits in die höchste südafrikanische Spielklasse, die Premier Soccer League. Doch nach nur einer halben Saison wurde Mulenga Anfang 2009 an den Ligakonkurrenten Thanda Royal Zulu ausgeliehen. Zur Saison 2009/10 wechselte er zu den Mpumalanga Black Aces, die er nach nur einer Saison wieder verließ. In der Saison 2013/14 spielte er wieder für die Black Aces. Doch schon zur folgenden Saison wechselte Mulenga zu Ajax Cape Town. Nach Zwischenstationen bei Zesco United, Moroka Swallows und Mbombela United spielt Mulenga seit Juni 2017 für Jomo Cosmos.
Mulenga wurde von der  Confédération africaine de football (CAF) im Jahr 2007 als bester Nachwuchsspieler ausgezeichnet.

### In der Nationalmannschaft
Zusammen mit William Njovu führte Mulenga die sambische U20-Nationalmannschaft bei der Junioren-Fußballweltmeisterschaft 2007 in Kanada in das Achtelfinale, wo man knapp an Nigeria scheiterte. In der sambischen A-Nationalmannschaft debütierte er im Februar 2005 in einem Freundschaftsspiel gegen Botswana. Ende Dezember 2007 wurde er von Trainer Patrick Phiri für den Afrika-Cup 2008 in Ghana nominiert, bei dem er im Vorrundenspiel gegen den Sudan als Einwechselspieler zum Einsatz kam.
Beim Afrika-Cup 2012 gehörte Mulenga ebenfalls zum sambischen Kader. Er wurde jedoch lediglich beim letzten Vorrundenspiel eingewechselt. Sambia erreichte zwar das Viertelfinale gegen Sudan, Mulenga aber wurde zuvor aus disziplinarischen Gründen nach Hause geschickt, nachdem er nach einer Feier zu spät ins Mannschaftshotel zurückkehrte.